# Cultura LGBT a San Francisco

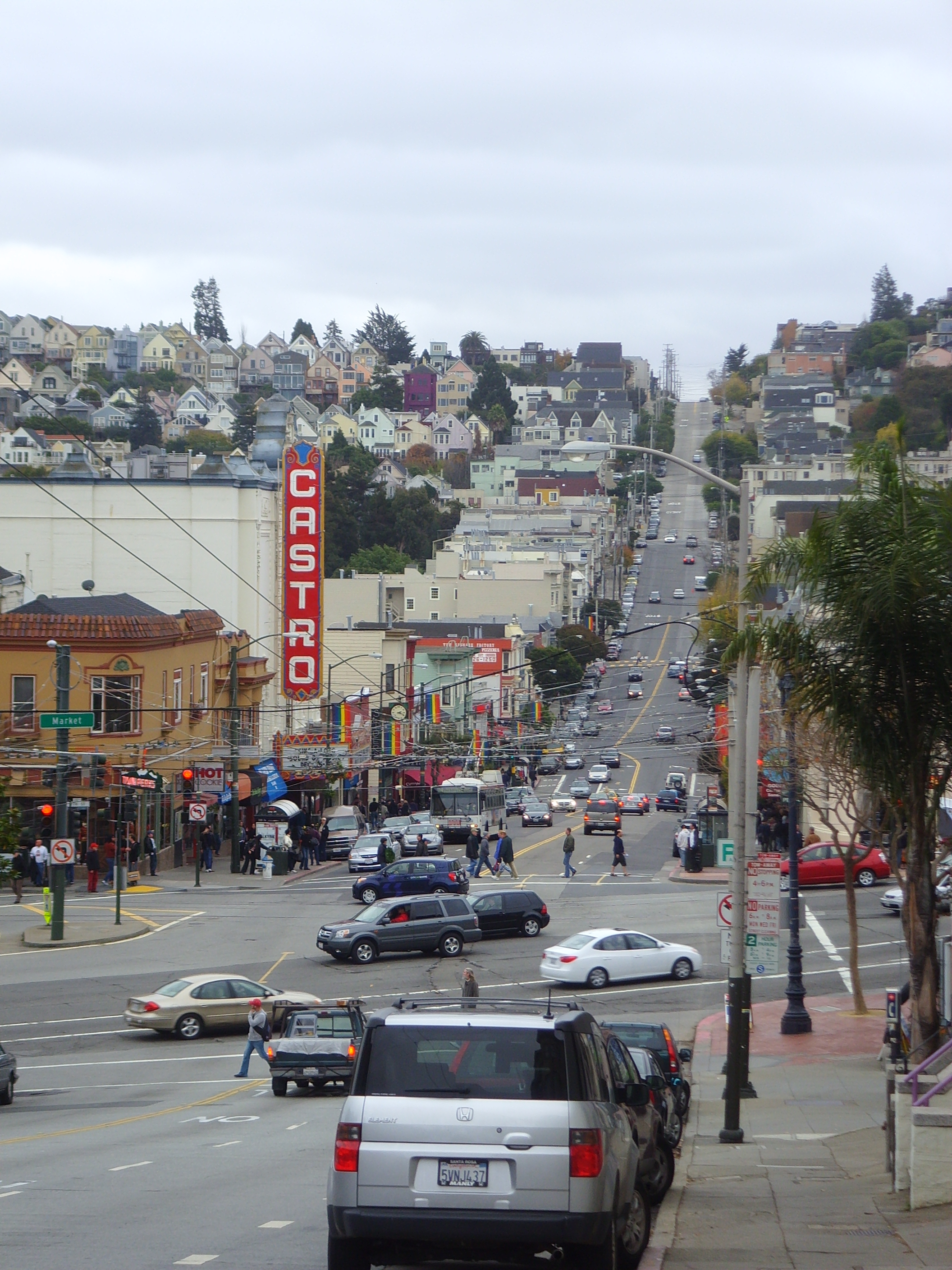
Castro, centro della cultura LGBT a San Francisco.

La Comunità LGBT (di lesbiche, gay, bisessuali e transgender) di San Francisco è una delle più grandi e più importanti in tutto il mondo, ed è inoltre una delle più importanti nella storia dei diritti LGBT e dell'attivismo. La città stessa ha, tra i suoi molti soprannomi, quello di "capitale gay del mondo" ed è stata descritta come "la città gay friendly" originale.
La cultura LGBT a San Francisco è attiva anche all'interno delle aziende che hanno sede nella Silicon Valley, che si trova all'interno della San Francisco Bay Area.

## Storia

### XIX secolo
La cultura LGBT di San Francisco ha le sue radici e la propria origine all'interno del tessuto cittadino nella sua qualità di città di frontiera, quello che il professor della SF State University Alamilla Boyd caratterizza come "la storia del permessivismo sessuale e la funzione di San Francisco come città aperta, una città dove tutto è permesso". La scoperta dell'oro ha contribuito ad un boom della popolazione da 800 a 35 000 residenti tra il 1848 e il 1850; questi immigrati erano composti per lo più da minatori e cercatori di fortuna di un'ampia varietà di nazionalità e culture, anche se per oltre il 95% erano giovani.
Queste popolazioni transitorie e assai differenti l'una dall'altra, spinte in un ambiente relativamente anarchico, avevano meno probabilità di confomarsi alle convenzioni sociali. Ad esempio, con un rapporto di genere squilibrato, gli uomini spesso assumevano ruoli convenzionalmente assegnati alle donne in contesti sociali e domestici. L'abbigliamento di genere e il crossdressing, oltre alla danza tra persone dello stesso sesso, erano prevalenti in città insieme ai balli in maschera in cui alcuni uomini assumevano il ruolo tradizionale delle donne che giungeva fino al punto di indossare abiti femminili.
Nel suo studio "Arresting dress, cross-dressing in nineteenth century San Francisco" Clare Sears descrive anche numerosi casi di donne che indossavano l'abbigliamento maschile negli spazi pubblici, a causa di una maggiore libertà sociale ed economica e di sicurezza, ed una sperimentazione progressiva di genere. Il crossdressing e il travestitismo è una parte importante ancor oggi della cultura LGBT in città.
Il XIX secolo ha veduto un cambiamento in ritardo nei dati demografici della città insieme a nuovi atteggiamenti sociali e politici. Le campagne contro il vizio emersero per indirizzare la prostituzione nell'alveo della criminalizzazione delle trasgressioni di genere percepite, tra cui la messa al bando del crossdressing nel 1863.
Le legislazioni contro il crossdressing e a favore della pubblica decenza hanno continuato a scontrarsi con la cultura LGBT e le sue interazioni influirono sull'applicazione della legge per buona parte del XX secolo. Questo cambiamento politico provocato dalla cultura queer installatasi nei bar, nelle discoteche e nei luoghi d'intrattenimento di San Francisco attorno alla Barbary Coast veniva controllato con i locali a volte chiusi dalla polizia.
Tra il 1890 e il 1907 la Barbary Coast, all'inizio quartiere a luci rosse della città, che si trova sulla Pacific Avenue, ha anche caratterizzato la prostituzione maschile omosessuale e il transesualismo che prestavano i loro servizi ad una clientela prettamente maschile.

### XX secolo

#### Attraverso le due guerre mondiali - Tra le ombre
Michael Stabile di Out ha dichiarato che il primo "famigerato" gay bar di San Francisco è stato "The Dash", che ha aperto nel 1908. Durante la prima guerra mondiale la United States Navy (la marina militare statunitense) iniziò la pratica dello "scarico blu", che rimandava a terra gli omosessuali conosciuti nelle città portuali più vicine, contribuendo così a creare una prolifica comunità gay a San Francisco.
La comunità LGBT della città si è completamente formata tra gli anni venti e trenta del XX secolo. L'area LGBT allora maggiormente importante era North Beach. Mona's è stato il primo bar per lesbiche della città, aperto su Union street nel 1934 e caratterizzato da cameriere crossdressing ed ebbe come intrattenitrici al pianoforte Gladys Bentley. Night club e discoteche con spettacoli di drag queen erano frequentati sia dai gay che dal pubblico eterosessuale.
Nel corso della seconda guerra mondiale la vita notturna gay di San Francisco ha attraversato diverse ondate di repressione e di riorganizzazione. Dal 1942 al 1943 il "San Francisco Moral Drive" composto da pattuglie di militari effettuò una serie di raid mirati contro i bar gay cittadini, con l'obiettivo dichiarato di proteggere i militari dagli omosessuali. Chinatown, uno dei punti di ritrovo per le persone gay, ha subito anch'esso diverse irruzioni; ad esempio nel 1943 la polizia ha fatto irruzione nel bar gay "Rickshaw" arrestando dozzine di clienti ed esercenti, tra cui una coppia di lesbiche che hanno cercato di reagire scatenando in tal modo una piccola rivolta.
Todd J. Ormsbee, un professore di studi americani alla San José State University, che ha scritto The Meaning of Gay: Interaction, Publicity, and Community among Homosexual Men in 1960s San Francisco ha dichiarato che una "cultura gay maschile un po' più aperta" si è fatta largo a San Francisco a causa della "relativa sicurezza" della città, rispetto ad altri grandi centri urbani, ed è stata fonte di un certo permissivismo nella cultura cittadina.

#### Anni '50: I Beats e le prime organizzazioni
La cultura Beat scoppiata a San Francisco a partire dagli anni cinquanta, con una rivolta generalizzata contro i valori della classe media, è divenuta presto favorevole all'omosessualità e ad altri stili di vita che non facevano parte della cultura dominante. I poeti Beat che si trasferirono a San Francisco da New York fiorirono nell'atmosfera permissiva della città ed alcuni di loro come Allen Ginsberg erano apertamente gay. In queste condizioni furono fondati i primi gruppi omosessuali, come ad esempio le Daughters of Bilitis, fondato a San Francisco, e la Mattachine Society che aveva iniziato ad operare a Los Angeles.
Il raid della polizia al "Black Cat bar" che aveva una clientela bohemien e LGBT e guidato dall'intrattenitoire e attivista José Sarria, ha fatto sì che si scatenasse una battaglia legale importante per le protezioni omosessuali negli anni cinquanta.

#### Anni '60: capitale gay e prime lotte per il riconoscimento
La Tavern Guild, la prima associazione di business gay negli Stati Uniti d'America, è stata creata da alcuni proprietari di gay bar nel 1962 come risposta alle continue vessazioni commesse dalla polizia e alla chiusura dei locali; è continuata fino al 1995.
San Francisco è stata collegata con la comunità LGBT nei mass media a causa di un articolo del giugno 1964 intitolato "Gay San Francisco"; esso dichiarava che la città era la "capitale gay d'America".
La Society for Individual Rights (SIR), fondata a San Francisco nel 1964, fece pubblicare la rivista Vector ed è diventata nel giro di un paio d'anni la più grande organizzazione omofila statunitense. La SIR focalizzava la propria attenzione sulla fondazione di una comunità specifica, di un'identità pubblica e dei servizi legali e sociali ad essa correlati. È stata così messa in discussione l'idea prevalente che l'omosessualità doveva essere tenuta segreta quando la città ospitò un ballo pubblico di 600 persone in California Hall Polk Street, attirando le molestie della polizia con il supporto da parte dei leader religiosi locali.
"Vanguard", un'organizzazione di giovani persone LGBT nel distretto a basso reddito di Tenderloin, è stata creata nel 1966. Si è ritenuto che sia stata la prima organizzazione gay di liberazione presente negli Stati Uniti.
Nel 1966 uno dei primi scontri transgender registrati nella storia statunitense ha avuto luogo con la cosiddetta sommossa della Compton's Cafeteria nel quartiere Tenderloin di San Francisco. La notte dopo la sommossa, scatenata oltre che dalle persone transgender anche da avventurieri e gente di strada della zona ed altri membri della comunità LGBT, si riunirono in un picchetto di protesta del luogo. La manifestazione si concluse con l'apposizione di una lastra di vetro, distrutta dopo esser stata appena installata alle finestre. Secondo l'enciclopedia online glbtq.com: "All'indomani della rivolta a Compton una rete sociale, psicologica e di servizi di assistenza medica sono stati istituiti per le persone transgender; ciò culminò nel 1968 con la creazione del National Transsexual Counseling Unit [NTCU], la prima organizzazione di sostegno familiare e avvocatura nel mondo rivolto alle persone transessuali.
Una delle prime organizzazioni a favore dei bisessuali, il Sexual Freedom League, è stato guidato da Margo Rila e Frank Esposito a partire dal 1967. Due anni più tardi, nel corso di una riunione del personale presso una struttura di salute mentale di San Francisco al servizio delle persone LGBT, l'infermiera Maggi Rubenstein ha fatto coming out come bisessuale. A causa di questo i bisessuali hanno cominciato ad essere inclusi nei programmi di aiuto per la prima volta.
Il numero dei gay bar cittadini è esponenzialmente aumentato proprio a partire dagli anni sessanta.

#### Anni '70: liberazione gay, esce The Castro
Sulla scia dei moti di Stonewall a New York nel giugno 1969, diventano attivi a partire dai primi anni settanta i gruppi di varie città, con l'intento di favorire la promozione dei diritti per i gay; vengono fondate le prime riviste e organizzate le sfilate dell'orgoglio gay nelle principali città per commemorare l'anniversario delle rivolte. Questi sforzi disparati divennero noti collettivamente come il movimento di liberazione omosessuale negli Stati Uniti d'America con il coinvolhimento, in primo luogo, di lesbiche e gay.
Nel 1970 gruppi di attivisti gay sulla costa occidentale hanno tenuto una marcia 'Gay.in' a San Francisco. Nel 1972 questo si è evoluto nel Gay Liberation Day Parade, ribattezzata diverse volte da allora a San Francisco fino al termine attuale Gay Pride.
L'identificazione di Castro come quartiere gay ha avuto inizio nel corso degli anni sessanta e settanta quando le persone LGBT hanno cominciato a muoversi per la comunità con una propria identità chiara. Il primo gay bar ad avere finestre trasparenti (per farsi notare anche al di fuori) è stato la Twin Peaks Tavern, che ha rimosso i vetri oscurati proprio nel 1972 Il termine "Castro clone" è nato in questo quartiere quando alcuni uomini gay hanno cominciato ad adottare uno stile di abbigliamento maschile che comprendeva jeans e camicia a quadri..
I bar per lesbiche e le organizzazioni delle donne hanno cominciato a proliferare nel 1970, tra cui bar come Maud's, Peg's Place, Amelia's, Wild Side West e A Little More ed altri, così come caffetterie rivolte esclusivamente ad un pubblico femminile, più una libreria e uno stabilimento balneare; le imprese e le organizzazioni di molte donne si sono concentrate nella zona di Valencia street del Mission district.
La prima lega di softball gay del mondo è stata costituita a San Francisco nel 1974 come Community Softball League, che infine comprendeva squadre sia femminili che maschili. Le squadre, solitamente sponsorizzate dai gay bar, giocavano in competizione l'una contro l'altra e contro la squadra della polizia di San Francisco. In città venne anche creata un'università gay,
Lavender U, la quale ha ospitato il primo festival del cinema gay del mondo nel 1977.
Le Cockettes, un collettivo teatrale gay di psichedelia iniziarono da Hibiscus (intrattenitore); erano intrattenitori popolari dei primi anni settanta. Uno dei loro membri, Sylvester, ha continuato ad ottenere riconoscimenti internazionali anche durante l'epoca della disco music.
Nel 1976 Maggi Rubenstein e Harriet Levi fondarono il San Francisco Bisexual Center. È stato il centro della comunità bisessuale a vivere più a lungo, offrendo servizi di consulenza e di supporto per i bisex della San Francisco Bay Area, nonché la pubblicazione di una newsletter, il mensile BI, dal 1976 al 1984.
Peter Adair, Nancy Adair e gli altri membri del Mariposa Film Group fecero uscire in anteprima il documentario innovativo sul coming out: "Alcune storie della nostra vita" (Word Is Out: Stories of Some of Our Lives) al Castro Theatre nel 1977. Il film è stato il primo lungometraggio documentario sull'identità gay da parte di registi gay e lesbiche.
Nel novembre 1977 Harvey Milk è stato eletto nella sua qualità di primo politico apertamente gay nella città di San Francisco; è diventato uno dei membri del consiglio delle autorità di vigilanza cittadine (San Francisco Board of Supervisors). Il "The Harvey Milk LGBT Democratic Club" è stato fondato come club democratico gay della città nel 1976 ed ha ricevuto il suo nome attuale nel 1978 in onore di Milk dopo che questi era stato assassinato. Questo club è stato una propaggine maggiormente progressista della "Alice B. Toklas LGBT Democratic Club" fondata a San Francisco nel 1971, il primo club democratico gay statunitense.
Harry Britt era presidente del club quando Milk è stato assassinato ed è stato nominato dal sindaco Mayor Feinstein a succedere a Milk come supervisore. Britt ha continuato così ad essere il secondo funzionario eletto apertamente gay di San Francisco, così come il primo ufficiale apertamente gay a diventare presidente del consiglio delle autorità di vigilanza, operando per far passare la legislazione sulle unioni civili. Ha superato con successo le ordinanze di controllo sugli omosessuali ed è stato il più alto funzionario gay eletto in città durante l'insorgenza dell'epidemia di AIDS e più tardi divenne vice presidente dei Democratic Socialists of America.
Anne Kronenberg, che era apertamente lesbica, è stata la responsabile durante la campagna elettorale di Milk alla commissione di vigilanza della campagna, e in seguito ha lavorato come sua aiutante mentre ha ricoperto tale carica. Nel 1978 la lesbica Sally Miller Gearhart ha contribuito al fianco di Milk nella battaglia per sconfiggere la Proposizione 6 del conservatore John Briggs, che avrebbe vietato a gay e lesbiche la possibilità di accesso all'insegnamento nelle scuole pubbliche della California.
Milk è stato assassinato il 27 novembre 1978 assieme a George Moscone da parte di Dan White; a seguito della sentenza per omicidio colposo e la condanna a sette anni di carcere scoppiarono vasti tumulti di protesta.
L'artista Gilbert Baker sollevò la prima bandiera dell'orgoglio LGBT a San Francisco il 25 giugno 1978.
Le Sorelle della Perpetua Indulgenza, ente di beneficenza ed assistenza per drag queen, furono fondate nel distretto di Castro nel 1979 e divennero ben presto un ente nazionale.

#### Anni '80 e '90: la crisi dell'AIDS e la risposta
La comunità gay di San Francisco è stata devastata dall'epidemia di AIDS in seguito alla scoperta del virus HIV nel 1981.
Nel corso dei primi anni '80 l'AIDS ha iniziato a colpire la popolazione LGBT della città, con la malattia che ha continuato ad avere un effetto fatale fino al 1990. 15.548 persone erano morte a San Francisco a causa dell'AIDS prima dell'introduzione di farmaci che lo trattassero ed un totale di quasi 20.000 persone sono morte entro 15 anni dall'inizio della crisi epidemiologica. Le vittime avevano necrologi nei giornali di area LGBT della regione.
Randy Shilts, che è poi morto di AIDS, è stato uno dei più importanti giornalisti ad occuparsi costantemente dello sviluppo dell'epidemia. Egli è stato assunto in qualità di corrispondente nazionale dal "San Francisco Chronicle" proprio nel 1981, diventando il primo giornalista apertamente gay con una rubrica sulla stampa ufficiale americana.
Nel 1984 l'attivista bisessuale David Lourea è riuscito a convincere il dipartimento di San Francisco della sanità pubblica (San Francisco Department of Public Health) a riconoscere gli uomini bisessuali nelle proprie statistiche ufficiali sull'AIDS (il rapporto settimanale “New AIDS cases and mortality statistics”) dopo due anni di campagne. I dipartimenti della salute in tutti gli Stati Uniti hanno cominciato a riconoscere gli uomini bisessuali a causa di tale fatto, mentre prima avevano per lo più riconosciuto solamente gli uomini gay.
Il documentario We Were Here del 2011 copre tutti gli anni '80 e '90 documentando la crisi dell'AIDS come è stata vissuta a San Francisco; realizzato da David Weissman, il film è stato presentato a Los Angeles ed ha ricevuto una proiezione al Castro Theatre.
Il termine LGB in riferimento primariamente a lesbiche, gay e bisessuali cominciò ad essere utilizzato tra la metà e la fine degli anni '80 per indicare più chiaramente l'inclusione della bisessualità.
I Gay Games si sono svolti a San Francisco nel 1982 e nel 1986.
Nel 1984 la rivista "On Our Backs" inizia le sue pubblicazioni a San Francisco, con parti di rappresentazione erotica del lesbismo rivolta precipuamente alle donne.
La cultura della comunità ursina ha cominciato ad essere popolare tra gli uomini gay a partire dalla pubblicazione del Bear Magazine a San Francisco nel 1987.

#### Dopo il 2000: il matrimonio tra persone dello stesso sesso e la consapevolezza Trans
Il primo decennio del nuovo secolo ha visto una nuova consapevolezza della propria identità per i transgender di San Francisco, con l'istituzione della prima marcia dell'orgoglio Trans nel 2004 ed ha segnato tutta una serie d'importanti eventi di carattere legale all'interno del movimento LGBT e verso il matrimonio tra persone dello stesso sesso in California; ciò scatenato dalla mossa del sindaco di San Francisco Gavin Newsom nel 2004 di consentire da parte del municipio di concedere licenze matrimoniali alle coppie dello stesso sesso.
Le attiviste lesbiche Del Martin e Phyllis Lyon, sposatisi a San Francisco nel 2004, sono diventate la prima coppia dello stesso sesso ad essere legalmente sposata negli Stati Uniti. Tuttavia la totalità dei matrimoni tra coppie dello stesso sesso eseguite in California nel 2004 sono state annullate nel 2008 dalla California Proposition 8 ribaltando così una decisione della Suprema Corte californiana del maggio 2008 che concedeva alle coppie dello stesso sesso in California il diritto di sposarsi. I matrimoni omosessuali sono stati interrotti fino al 2013 quando la Corte suprema degli Stati Uniti d'America ha reso nuovamente a loro questo diritto legale a seguito della sentenza "Hollingsworth v. Perry".
Nel 2004 è stato tenuto il San Francisco Trans March, la manifestazione annuale che è il più grande evento dell'orgoglio transgender della città, uno dei più grandi eventi Trans in tutto il mondo.
Nel 2007 Theresa Sparks è stata eletta presidente della commissione di polizia di San Francisco per un solo voto, facendo di lei la prima persona apertamente transgender in assoluto ad essere eletta presidente di una commissione della città.
Nel 2011 la commissione per i diritti umani di San Francisco ha pubblicato un rapporto sulla visibilità bisessuale dal titolo "Bisexual Invisibility: Impacts and Regulations"; questa è stata la prima volta che un ente governativo ha pubblicato una tale relazione.
Nel 2013 il membro del "San Francisco Board of Supervisors" David Campos ha iniziato una campagna per avere l'aeroporto Internazionale di San Francisco rinominato ad Harvey Milk.
Pete Kane della SF Weekly ha dichiarato nel 2014 che l'assimilazione nella società tradizionale delle persone LGBT "a causa dell'innalzamento esplosivo dei costi di vita e a fronte dell'atomizzazione del sesso" queste sono tutte tendenze che hanno il potenziale di diminuire la comunità LGBT e che tali tendenze sono "sentite più acutamente" proprio a San Francisco.
Nel 2016 il consiglio delle autorità di vigilanza della città ha approvato una legge scritta da Scott Wiener che preclude di fare affari con le aziende che hanno una base di partenza negli stati come la Carolina del Nord, il Tennessee e il Mississippi, i quali non vogliono la protezione dei diritti civili per le persone LGBT.

## Organizzazioni e istituzioni comunitarie
La Daughters of Bilitis (Figlie di Bilitis DOB) è stata fondata a San Francisco nel 1955 da quattro coppie lesbiche (tra cui Del Martin e Phyllis Lyon) ed è stata la prima organizzazione politica e sociale lesbica nazionale presente negli Stati Uniti.
La Mattachine Society trasferisce la sua sede da Los Angeles a San Francisco negli anni '50.
L'Alice Toklas Memorial Democratic Club, organizzazione centrista LGBT del Partito Democratico, è stata fondata attorno al 1971..
Nel 1975 la Gay Latino Alliance (GALA) è stata fondata a San Francisco, stimolata dall'interesse per la creazione di una comunità latina all'interno del Gay Pride. È stata una delle prime organizzazioni gay latine esistente negli Stati Uniti ed è stata situata nel Mission District di San Francisco. Il gruppo è stato creato in risposta alla mancanza di attenzione per l'intersezionalità nella comunità gay di San Francisco. L'alleanza ha raccolto fondi attraverso spettacoli ed altre manifestazioni e donato i soldi per le campagne di base politiche. Uno dei suoi fondatori, Diane Felix, anche co-fondatore di varie organizzazioni queer, tra cui la " Community United in Response to AIDS/SIDA (CURAS)" nel 1981 e "Proyecto ContraSIDA por Vida" nel 1993.
Il Proyecto ContraSIDA por Vida è una comunità che ha le sue radici nell'organizzazione della prevenzione contro il virus HIV nel quartiere Mission. Partecipanti notevoli e dipendenti all'interno dell'organizzazione includono Adela Vazquez, prima trans latina coordinatore del Proyecto.
Nel 1983 la BIPOL, la prima e più antica organizzazione politica bisessuale, viene fondata a San Francisco dagli attivisti bisex Autumn Courtney, Lani Ka'ahumanu, Arlene Krantz, David Lourea, Bill Mack, Alan Rockway, and Maggi Rubenstein. Nel 1984 ha sponsorizzato la prima manifestazione per i diritti dei bisessuali, al di furo della Convenzione nazionale democratica (Democratic National Convention) a San Francisco, caratterizzata da nove gruppi per i diritti civili alleati con il movimento bisessuale.
Nel 1987 il "Bay Area Bisexual Network", il più antico e vasto gruppo bisessuale nella San Francisco Bay Area, viene fondata da Lani Ka'ahumanu, Ann Justi e Maggi Rubenstein.
La più antica organizzazione nazionale a favore della bisessualità negli Stati Uniti d'America, la BiNet USA, viene fondata nel 1990. Essa è stata originariamente denominata North American Multicultural Bisexual Network (NAMBN) ed ha avuto la sua prima riunione in occasione della prima Conferenza Nazionale Bisessuale in America. Questa prima conferenza si è tenuta a San Francisco e sponsorizzata da BIPOL. Oltre 450 persone hanno partecipato provenienti da 20 stati e 5 paesi e il sindaco di San Francisco ha inviato un messaggio "lodando la comunità per i diritti bisessuali per la sua leadership e per la promozione della causa della giustizia sociale" e proclamando per il 23 giugno 1990 il Bisexual Pride Day.
Dagli anni '70 agli anni '80 la comunità LGBT americana asiatica ha dato il via ad un proprio movimento, che stabilisce un certo numero di organizzazioni asiatiche gay e lesbiche americane a San Francisco. La "Gay Asian Pacific Alliance" è una delle organizzazioni che hanno portato i movimenti queer asiatico-americani a schierarsi contro il razzismo e il sessismo. Tra le attività seguenti vi era il programma HIV per le persone omosessuali, in particolare gli afroamericani queer.. Nel 1994 il Gay Asian Pacific Alliance assieme all'Asian Pacific Sister hanno aderito alla Chinese New Year Parade; questa era la prima volta che le comunità americane queer asiatiche partecipavano ad un'attività etnica pubblicamente.
La "GLBT Historical Society", fondata nel 1985, conserva uno dei più grandi archivi al mondo di materiali LGBT e correlati. A partire dal 2011 essa ha anche operato in collaborazione con il GLBT History Museum situato nel distretto di Castro.
La Golden Gate Business Association è una camera di commercio LGBT. L'organizzazione LGBT imprenditoriale StartOut opera anch'essa in città. La Bay Area Career Women è un gruppo professionale lesbico.
L'organizzazione no-profit San Francisco LGBT Community Center si trova ad operare a San Francisco. La popolazione LGBT in crescita ha portato alcuni editori ad applicare la denominazione di San Fagcisco alla città, mentre i suoi abitanti sono stati denominati San Fagciscan.

## Demografia
Nel 1970 la popolazione maschile gay della città è aumentata da 30.000 all'inizio a più di 100.000 (in una città di 660.000 abitanti) alla fine del decennio.
Nel 1993 lo studioso di sociologia Stephen O. Murray nel suo "Components of Gay Community in San Francisco" ha scritto che la maggior parte dei residenti LGBT di San Francisco avevano la loro origine di provenienza da altre città e che in esse avevano compiuto coming out. Nel 2015 un sondaggio della Gallup ha rilevato che il 6,2% degli abitanti di San Francisco-Oakland-Hayward si erano auto-identificati come LGBT, il tasso più alto di qualsiasi area metropolitana statunitense. Nella sola città di San Francisco un sondaggio del 2006 ha rilevato che il 15,4% dei suoi abitanti si identificano come LGBT. Nell'U.S. Congressional District 8, comprendente gli abitanti in età di voto della città, il 16,6% degli adulti s'identifica come LGBT.
Secondo un sondaggio datato 2013 il 29% dei residenti senza tetto di San Francisco si identificano come LGBT.

## Quartieri
Durante gli anni '20 e '30 del XX secolo l'area LGBT più importante di San Francisco era North Beach. Polk Gulk era un vivace quartiere popolare gay dal 1950 al 1980, ospitante la fiera di strada originale annuale di Hallowen, che in seguito si trasferirà a Castro. Folsom Street era la sede dei primi bar della subcultura leather ed ancora oggi ospita l'annuale Folsom Street Fair. Nel 1977 gran parte della comunità LGBT era situata nella zona tra Market Street e l'area distrettuale di Haight-Ashbury.
La zona di Castro è ampiamente conosciuta come quartiere gay (Gay Village). Ciò ha avuto inizio negli anni tra il '60 e il '70 quando le persone LGBT hanno cominciato a muoversi fuori dalle precedenti comunità. Questo è stato anche il luogo in cui Harvey Milk possedeva il suo negozio di macchine fotografiche e qui ha costituito gran parte della sua organizzazione nel corso degli anni '70. Il quartiere è a tutt'oggi dotato in maniera permanente di vessilli della bandiera arcobaleno, un museo di storia LGBT e un "Walk of Fame" con i nomi delle persone più notevoli LGBT inscritte sul marciapiede. Mentre The Castro ha mantenuto la sua identità Spencer Michels di PBS Newshour ha dichiarato che oggi Castro è divenuto "un po' più eterosessuale, una strada commerciale leggermente sofisticata".
The Mission è stato a lungo un quartiere con una forte presenza queer-latina e fu sede del primo bar latino-gay di San Francisco, Esta Noche, insieme ad altri gay bar latinos come La India Bonita e El Rio. The Misson è inoltre stato anche la sede di "Proyecto ContraSIDA por Vida", un'organizzazione latina di prevenzione dell'HIV. Le lesbiche, sia latine che non, sono state particolarmente attratte da questo quartiere nel corso degli anni '80; esso ha ospitato diversi bar per lesbiche, centri per le donne, caffetterie, una libreria ed uno stabilimento balneare-sauna rivolto a sole donne.
Chinatown è anch'esso stato un luogo strettamente correlato alla cultura LGBT; la sua storia omosessuale è iniziata con lo sviluppo dell'industria sessuale nella metà del XIX secolo. Nella metà del XX secolo vi fu un importante aumento di discoteche e gay bar ed è diventato il luogo più famoso per il turismo sessuale, attirando clienti LGBT provenienti da tutto il mondo. Nel 1994 la Gay Asian Pacific Asian e l'Asian Pacific Sister hanno inizialmente aderito al Chinese New Year Parade a Chinatown: era la prima volta che la società americana cinese aveva accettato pubblicamente le organizzazioni LGBT americano-asiatiche.